# Woodenbridge
Woodenbridge (Iers: Gárran an Gabhlain) is een plaats in het Ierse graafschap Wicklow.
Woodenbridge ligt op de kruising van de R747 (van Arklow naar Ballitore in Kildare) en de R752 (naar Rathnew), bij de samenvloeiing van de rivieren Avoca, Aughrim en Goldmine.
De naam van het dorp is afgeleid van de houten brug die vroeger over de Aughrim lag. Nu loopt de R747 met een stenen brug met 3 bogen over de Aughrim.
De spoorlijn tussen Dublin en Wexford loopt door het dorp, maar het station zelf is afgebroken. De resten ervan zijn nog te zien naast het golfterrein.
Het Woodenbridge Hotel & Lodge, dat werd gebouwd in 1608, zou het oudste hotel van Ierland zijn.